# 庄绍绥
庄绍绥（1951年—），汉族，中华人民共和国企业家、政治人物（第10至13屆全國政協香港委員、第9至10屆全国侨联常委），香港庄士集团董事长。庄重文之子，庄家丰与庄家彬之父。

## 生平
2008年，当选第十一届全国政协委员，代表中华全国归国华侨联合会，分入第二十五组。并担任港澳台侨委员会专委。2018年1月，当选第十三届全国政协委员。

## 家庭
父亲庄重文。儿子莊家彬目前担任香港庄士集团副董事长，亦是全国青联常委。